# یوس پرونک
یوس پرونک (هلندی: Jos Pronk؛ زادهٔ ۱۳ ژانویهٔ ۱۹۸۳) دوچرخه‌سوار اهل هلند است.
وی در مسابقات کشوری و بین‌المللی در مجموع برندهٔ ۱ مدال برنز شده‌است.